# 喬貴妃 (宋徽宗)
喬貴妃（1081年—12世纪1142年后），北宋宋徽宗的貴妃，生赵杞，赵栩。
她與韋賢妃原本都是鄭皇后的侍女，結為姊妹，相約其中一人富貴時，不能忘記對方。後來喬氏因美貌出眾，而得到徽宗寵幸，封為貴妃，並向徽宗推薦韋氏。
靖康之難時徽欽二帝、喬貴妃、韋妃等為金人所擄，後來韋妃在1142年南歸，喬貴妃以金五十兩贈高居安：「薄物不足為禮，願好護送姊還江南。」跟著便舉酒酌為韋妃送行：「姊善重保護，歸即為皇太后；妹無還期，終死於朔漠矣！」二人哭別。喬貴妃最后终於五國城。

## 延伸阅读
[在维基数据编辑]
 《宋史·卷243》，出自脱脱《宋史》